# Мирис кише на Балкану (филм из 2011)
Мирис кише на Балкану је српски филм, настао 2011. године из телевизијске серије која је емитована на РТС, у режији Љубиша Самарџић. Рађен је по истоименом роману српске књижевнице Гордане Куић.
Филм је премијерно приказан на Филмском фестивалу у Сопоту 4. јула 2011. године.

## Радња
Филм прати судбину породице Салом, сефардских Јевреја у Сарајеву у периоду између два светска рата.
Породицу Салом чине отац Леон, мајка Естера, њихових пет кћерки: Бланки, Рики, Нина, Бука, Клара и син Атлета. Док се током јуна 1914. Сарајево спрема за дочек аустријског престолонаследника Франца Фердинанда, породица Салом заузета је веридбом Буке и Данијела Папа, младог Сефарда запосленог у сарајевској јеврејској општини. Иако није заљубљена у Данијела, Бука је прихватила његово удварање јер сматра да јој “време за удају”, чему су допринеле и три тетке, ноне Салом, сталним уплитањем у Букин живот и неуморним подсећањем да је време да свом роду подари наследника. Кроз сагу о овој породици у турбулентним временима, причу о прогону и селидбама, долази се до приказа једне епохе и судбине многих породица на нашим просторима, без обзира којим народима и религијама припадале.

## Улоге
| Глумац            | Улога              |
| ----------------- | ------------------ |
| Мирка Васиљевић   | Бланки             |
| Александра Бибић  | Рики               |
| Синиша Убовић     | Марко Кораћ        |
| Калина Ковачевић  | Нина               |
| Марија Вицковић   | Клара              |
| Тамара Драгичевић | Бука               |
| Љиљана Благојевић | Естера Салом       |
| Предраг Ејдус     | Леон Салом         |
| Стефан Бузуровић  | Атлета             |
| Горан Навојец     | Скоро              |
| Милан Васић       | Данијел Папо       |
| Драган Петровић   | Давид              |
| Танасије Узуновић | Ноно Лијече        |
| Рената Улмански   | Стара Бланки Кораћ |

## Награде
- Филм “Мирис кише на Балкану” је на фестивалу у Сопоту добио Награду публике.[3]
- На фестивалу у Аванци, у Португалији, поделио је Гран при фестивала са филмом шпанске продукције.[3]